# Szakács Andor (újságíró)

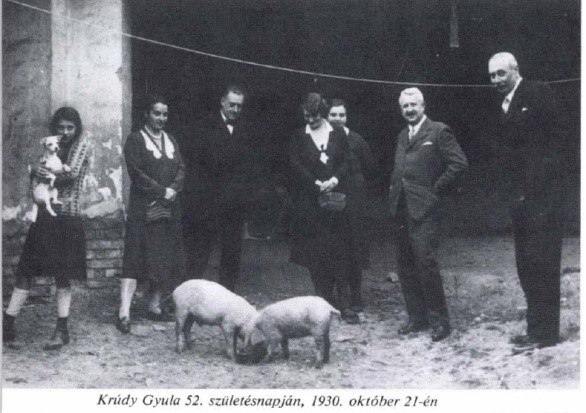
Krúdy Gyula 52-ik születésnapján. 1930. október 21. Középen Szakács Andor és felesége Bagó Jolán

Szakács Andor (Kecskemét, 1877. november 18. – Budapest, 1942. február 18.) magyar politikus, író, újságíró, laptulajdonos, országgyűlési képviselő.

## Életpályája
Szakács István (1847–1888) és Pólya Róza (1855–1905) gyermekeként született. Középiskolai tanulmányait a Kecskeméti Református Főgimnáziumban végezte. Jogi tanulmányokat végzett a Budapesti Tudományegyetemen, ahol államtudományi vizsgát tett. Újságírói pályáját Inczédy László vezetése alatt kezdte a függetlenségi párti Magyarországnál (1898–1899). Innen Szegedre került, ahol 1899–1902 között a Szegedi Napló belső munkatársa volt. 1902-ben megalapította a Szeged és Vidéke című napilapot, amit 1905. november 9-ig vezetett. 1906–1907-ben a Szegedi Újság című lapot szerkesztette. Szerkesztője volt a Szegedi Krónika című szépirodalmi, művészeti és társadalmi havi folyóiratnak 1902-ben. Budapestre visszakerülve 1907-től 1910-ig a Budapesti Hírlap, 1910–1913 között az Esti Újság politikai rovatvezetője és 1908-tól 1913-ig az Otthon Írók és Hírlapírók Köre titkára volt. 1914–1917 között a Magyarországot szerkesztette, Lovászy Márton főszerkesztő meghívását fogadta el. 1918 elején Oláh Gáborral együtt megindította a köztársasági célkitűzésű Virradat című napilapot, amelynek 1922 áprilisáig főszerkesztője volt. Színészként indult, Oláh Gábor darabjaiban is fellépett. A Friedrich-kormány (1919. augusztus 15. – 1919. november 24.) sajtófőnöke volt miniszteri tanácsosi rangban, ezen állásától a Huszár-féle kabinet megalakulásakor (1919. november 24.) vált meg. 1926-tól 1933-ig a Mai Nap, 1935-tól a Független Kisgazda felelős szerkesztője volt. A bolsevizmus bukása után (1919. augusztus 1.) részt vett a nemzeti függetlenségi párt megalakításában, amely később beleolvadt a Kisgazdapártba, s ennek tagja volt 1922 tavaszáig, amikor az egységes pártból kilépett. A második nemzetgyűlésben mint pártonkívüli képviselte a békési kerületet, 1926-ban azonban kisebbségben maradt. 1931-ben kisgazdapárti programmal újra országgyűlési képviselő lett, a békési kerületet képviselte, majd belépett a Független Kisgazda pártba. Tagja volt a könyvtári és múzeumi és a közoktatásügyi bizottságnak. 1922-ben és 1931-ben az Országgyűlés tagja volt, 18 alkalommal szerepelt a képviselőházi naplókban. Rendszeresen jelentek meg szépirodalmi írásai is. Cikkei a Magyar Szóban (1899. 7. sz. Magyarság az irodalomban, 8. sz. Catullus és Lesbiája); a Magyarországban (1899. 214. Tibullus szerelmei); a Szegedi Naplóban (1900. 102–104. sz. Szegedi művésznők) jelentek meg. Munkái: A fekete szirálvány. Regényvázlat. Szeged. 1900. Egyetlen orvosság. Szeged. 1904. Ifjúság kedélye. Szeged. 1904. Szabad szerelem. Szeged. 1904. Szakács Andor fotója, Országgyűlési almanach 1884-1944. 1931-1935. évi országgyűlés. Haeffler István, szerk. A képviselőház összetétele.

## Megjelent regényei
- Fekete szivárvány- Regény az antik korból. (Szeged 1900)
- Egyetlen orvosság (Szeged 1900)
- Ifjúság királya (Szeged 1904)
- Szabad, szerelem (Szeged 1904)